# Leucadendron roodii
Leucadendron roodii là một loài thực vật có hoa trong họ Quắn hoa. Loài này được E. Phillips miêu tả khoa học đầu tiên năm 1913.